# Lancia D50
El Ferrari D50, también llamado Ferrari-Lancia D50 es un coche de Fórmula 1. Fue diseñado por el ingeniero italiano Vittorio Jano entre 1953-1954 para la Scuderia Lancia que participó en el Campeonato Mundial de Fórmula 1 en 1954 y 1955.
Al final de la temporada 1955, Italcementi adquiere la empresa Lancia que estaba en quiebra, cierra su tienda y ofrece a la Scuderia Ferrari los restos del Lancia D50. Ferrari utilizó el chasis del Lancia y le efectúa algunas modificaciones para finalmente inscribirlo en el campeonato de 1956 bajo el nombre de Ferrari D50 y a continuación, en el año 1957 bajo el nombre de Ferrari 801.
Las diferentes versiones de la D50 tomaron pare en la salida de 18 Grandes Premios puntuables para el Campeonato del Mundo, 4 como el Lancia en los campeonatos de 1954 y 1955 y 14 en 1956-1957, como el Ferrari. Estos vehículos le permitieron a los conductores alzarse con 5 victorias, 19 podios, uno de ellos como el Lancia, ocho pole positions, de los cuales 2 fueron para Lancia, y seis vueltas rápidas, uno bajo el nombre de Lancia. Juan Manuel Fangio ganó el título mundial de 1956 al volante del Ferrari.